# Eulogiusz (biskup koptyjski)
Eulogiusz (ur. 16 grudnia 1959) – duchowny Koptyjskiego Kościoła Ortodoksyjnego, od 2013 opat monasteru św. Szenudy.

## Życiorys
2 kwietnia 1987 złożył śluby zakonne. Święcenia kapłańskie przyjął 2 kwietnia 1989. Sakrę biskupią otrzymał 15 czerwca 2013.